# Агуме, Люсьен
Люсье́н Жефферсо́н Агуме́ (фр. Lucien Jefferson Agoumé; род. 9 февраля 2002, Яунде) — французский футболист, полузащитник испанского клуба «Севилья».

## Клубная карьера
Выступал за молодёжные команды «Клемансо», «Расинг Безансон» и «Сошо».
19 октября 2018 года 16-летний Агуме дебютировал в основном составе «Сошо» в матче французской Лиги 2 против «Труа».
5 июля 2019 года перешёл в «Интернационале», подписав с миланским клубом трёхлетний контракт. 15 декабря 2019 года дебютировал за «Интер» в матче итальянской Серии A против «Фиорентины», выйдя на замену Борхе Валеро.
10 января 2024 года до конца сезона перешёл на правах аренды в испанскую « Севилью». В составе клуба дебютировал 16 января в матче 1/8 финала Кубка Испании против «Хетафе», выйдя на замену на 80-й минуте вместо Джибриля Соу. В чемпионате Испании дебютировал 21 января в гостевом матче против «Жироны», выйдя на замену на 77-й минуте. Всего сыграл в чемпионате Испании 12 матчей, не отметившись результативным действиями.

## Карьера в сборной
В мае 2018 года дебютировал в составе сборной Франции до 16 лет в матче против Португалии. Впоследствии выступал за сборные Франции до 17 и до 18 лет. В 2019 году был капитаном сборной Франции до 17 лет на юношеских чемпионате Европы и чемпионате мира. На обоих турнирах французы дошли до полуфинала.

## Достижения
«Интернационале»
- Чемпион Италии: 2023/24

Сборная Франции (до 17 лет)
- Бронзовый призёр чемпионата мира (до 17 лет): 2019

## Личная жизнь
Люсьен родился в Яунде, столице Камеруна, но детстве переехал с родителями во французский город Безансон.